# День памяти (Азербайджан)

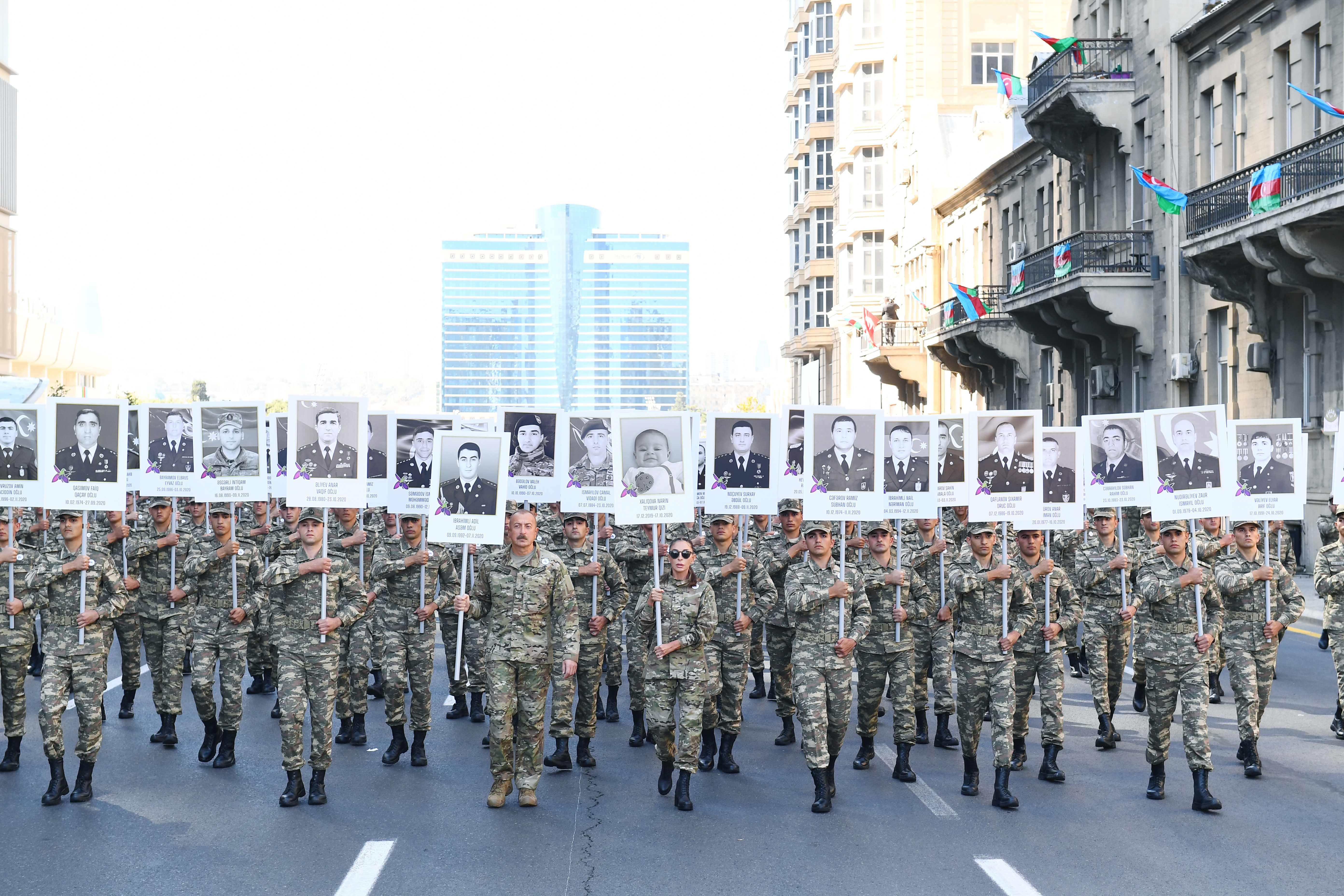
Президент Азербайджана Ильхам Алиев и вице-президент Мехрибан Алиева во время шествия Дня памяти, 27 сентября 2021 года

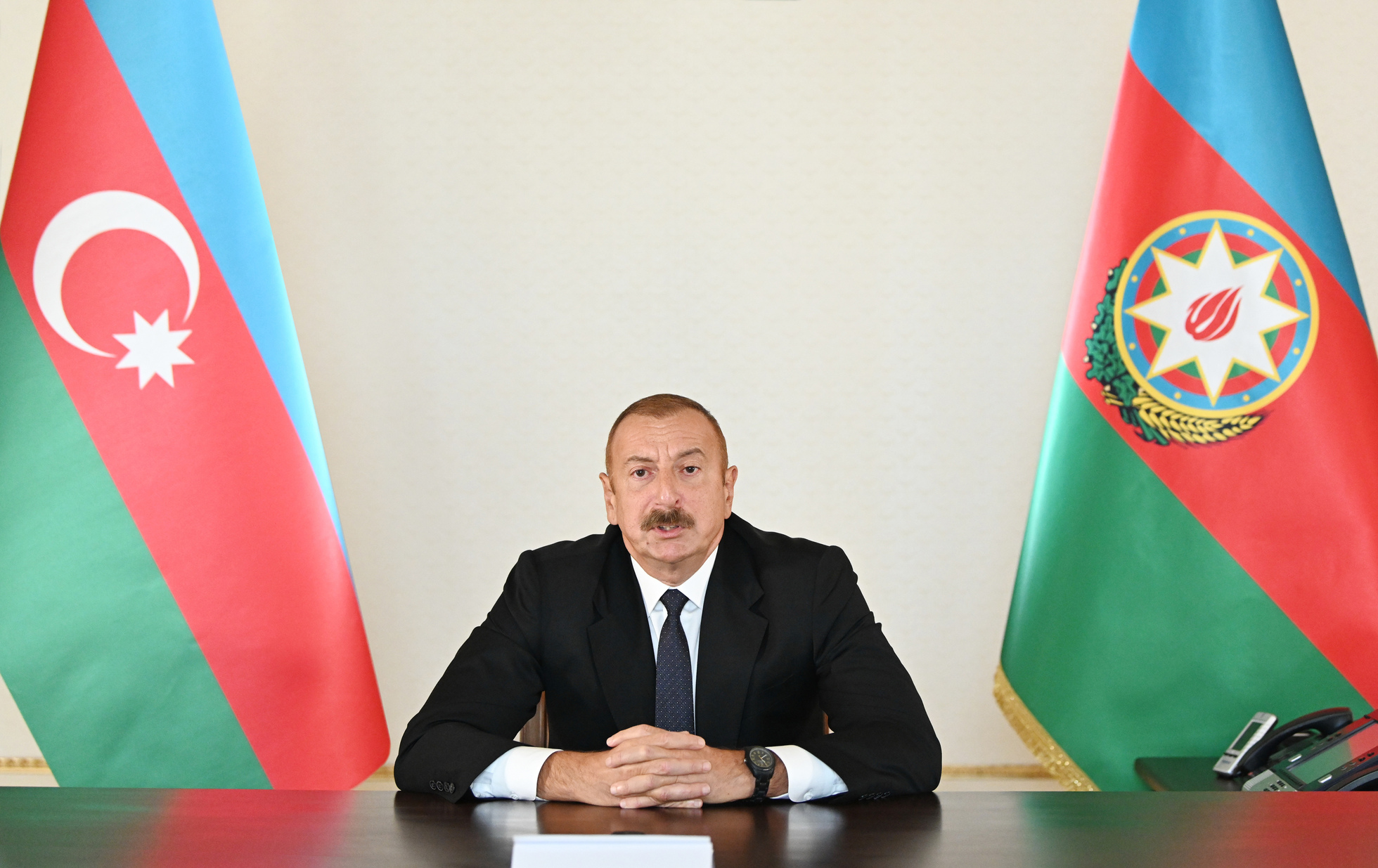
Президент Азербайджана Ильхам Алиев во время своего обращения к народу утром 27 сентября 2020 года

День памяти (азерб. Azərbaycanda Anım Günü) — памятная дата в Азербайджанской Республике, которая отмечается 27 сентября 2020 года в день начала Второй Карабахской войны. 

## История

### Предыстория
27 сентября 2020 года в Карабахе начались крупномасштабные боевые действия, которые продолжались до 10 ноября того же года, когда Президент Азербайджана, премьер-министр Армении и Президент России подписали заявление о прекращении огня с 10 ноября 2020 года. В ходе боевых действий под контроль Азербайджанской армии перешли 5 городов (Джебраил, Физули, Зангилан, Губадлы, Шуша), 4 посёлка и 240 сёл, был восстановлен контроль над азербайджано-иранской границей. Согласно заявлению, Азербайджану будет предоставлен прямой наземный доступ к анклаву Нахичевань посредством коридора через Армению. Кроме того Кельбаджарский район должен был быть возвращён под азербайджанский контроль до 15 ноября 2020 года (позже по просьбе армянской стороны Азербайджан согласился продлить срок до 25 ноября), Агдамский район —  до 20 ноября 2020 года, Лачинский район — до 1 декабря 2020 года.  Все три района были возвращены Азербайджану к 1 декабря 2020 года (лишь так называемый Лачинский коридор шириной в 5 км оставался под временным контролем российских миротворческих сил до августа 2022 года).

### Учреждение
2 декабря 2020 года Президент Азербайджанской Республики Ильхам Алиев подписал распоряжение об учреждении Дня памяти в Азербайджанской Республике, в соответствии с которым ежегодно 27 сентября будет отмечаться в Азербайджане как День памяти.

## См.также
- День памяти жертв Ходжалы
- День геноцида азербайджанцев